# Tennessee Titans
A Tennessee Titans profi amerikaifutball-csapat az Amerikai Egyesült Államokban, a Tennessee állambeli Nashville-ben, amely az NFL American Football Conference (AFC) konferenciájának déli csoportjában (AFC South) játszik.

## Története

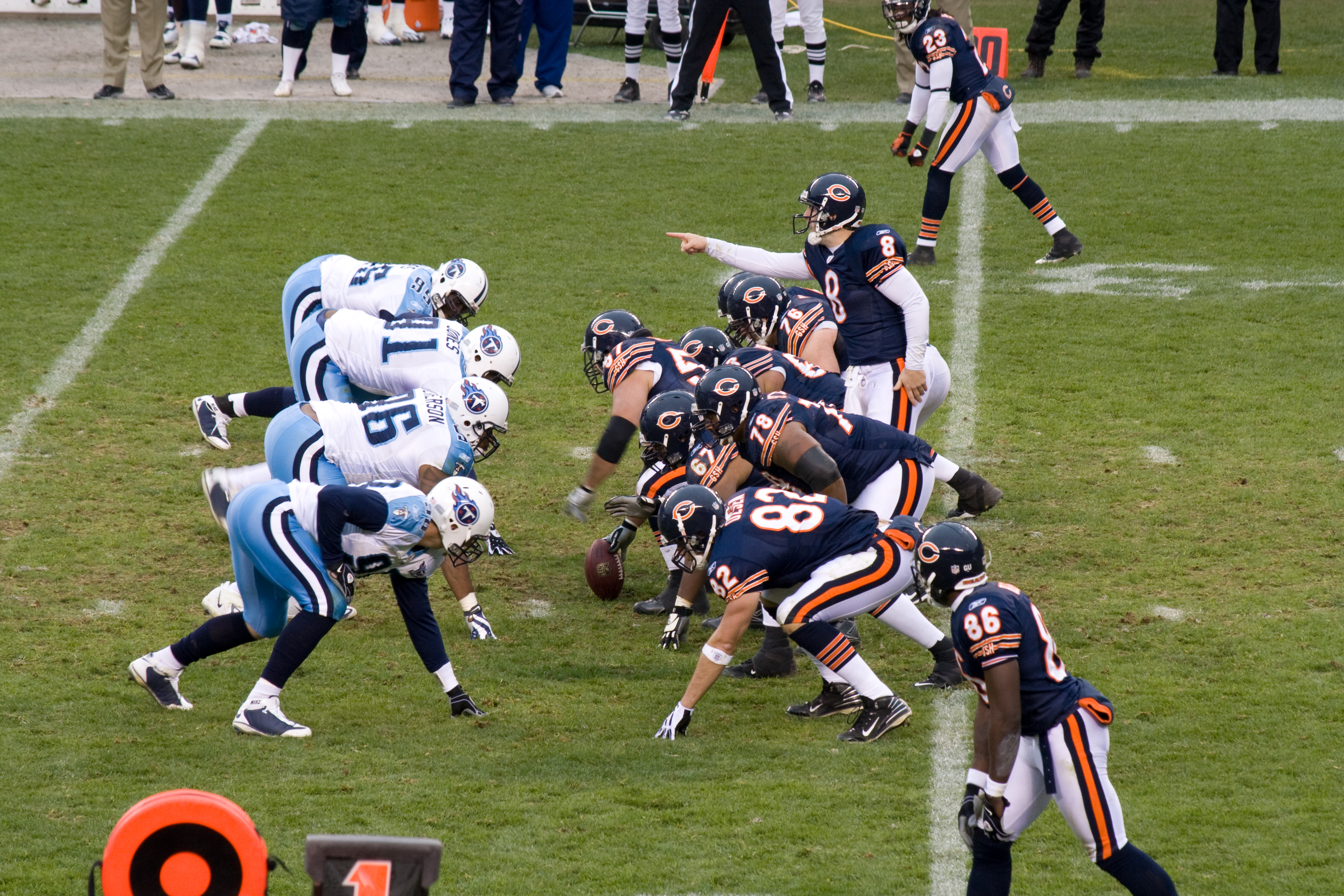
A Chicago Bears támad a Tennessee Titans ellen (2008)

K. S. „Bud” Adams olaj-, gáz- és autóiparban érdekelt vállalkozó 1959-ben előbb a Chicago Cardinalst szerette volna megvenni és Houstonba költöztetni, de mivel az üzlet nem valósult meg, saját csapat alakítása mellett döntött, és beadta kérelmét az NFL-hez. Ebben sem járt sikerrel, ám ekkor jelentkezett nála Lamar Hunt, aki egy új amerikaifutball-ligát akart létrehozni. Ez volt az American Football League (AFL), amely 1959. augusztus 14-én jött létre, egyúttal megalakult a Houston Oilers futballklub is. Az anyagiakban jól álló klub, Lou Rymkus, majd Pop Ivy vezetőedző irányításával és George Blanda irányító kiváló játékának köszönhetően uralta a ligát. Blandával kapcsolatban érdekesség, hogy korábban a Bearsnél volt irányító, de már nem nagyon számítottak rá, és ezért 1958-ban visszavonult. Egy év múlva csak az Oilers kérésére állt újra edzésbe, és azonnal bizonyította, hogy nem kellett volna leírni, mert rögtön az első évben AFL-bajnoki címig vezette csapatát (Los Angeles Chargers, 24–16), és ezt megismételte 1961-ben is (San Diego Chargers, 10–3). A csapat az 1962-es szezonban is bejutott a bajnoki döntőbe, de akkor a Dallas Texans kétszeri hosszabbítást követően legyőzte őket. Szerény évek, negatív mutatókkal következtek, csak 1967-ben sikerült ismét döntőt játszani, de ekkor az Oakland Raiders simán megverte őket 40–7-re (ekkor Wally Lemm volt a vezetőedző).
1970-ben megtörtént az AFL és az NFL egyesülése, és a csapatot az AFC Central csoportjába sorolták be. A csapat otthona ekkor már két éve a liga egyetlen fedett stadionja, a Houston Astrodome volt. A szereplés azonban lehangoló volt: az első négy szezonban összesen kilenc mérkőzést tudtak megnyerni, negyvenötöt elvesztettek. Először 1978-ban jutottak be a rájátszásba 10–6-tal,  a rájátszásban is jók voltak (Miami Dolphins 17–9, New England Patriots 31–14), de a főcsoportdöntőben a Pittsburgh Steelers 34–5-re győzött ellenük. A jó eredmény főleg a tapasztalt Dan Pastorini irányítónak és a szezon előtt draftolt Earl Campbell futónak volt köszönhető (utóbbit remek játéka okán a szezon végén egy sor, szám szerint nyolc díj elnyerésére találták alkalmasnak). A következő évben megint bejutottak a főcsoportdöntőbe, de ott ismét a Steelersszel találkoztak, és vereséget szenvedtek (13–27).
Rossz, majd nagyon rossz szezonok következtek, mígnem 1987-ben megtört a jég. A még 1984-ben Kanadából igazolt Warren Moon irányító körül egy jó csapat kezdett kialakulni, és vezetésével a csapat 1987-től kezdve sorozatban hétszer jutott a rájátszásba. 1994-ben Monn eligazolt a Minnesotába, és nélküle lesújtó, 2–14-es mutatóra voltak képesek. Idény közben eltávolították Jack Pardee vezetőedzőt, és a helyére addig a védelmet irányító Jeff Fishert állították. A csapatjáték gondjain kívül más nehézségek is adódtak, például az Astrodome már erősem elöregedett, a tulajdonos Adams pedig hosszasan harcolt a várossal – elköltözéssel is fenyegetőzve – a felújítás ügyében. Houston városa végül 67 millió dollárt szavazott meg a létesítmény korszerűsítésére. Időközben azonban a klubok számára új, szebb stadionok épültek, és Bud Adams emiatt már inkább új stadiont kért. A város ezt már nem volt hajlandó teljesíteni, ezért a tulajdonos a franchise-t Nashwille-be akarta költöztetni, egy 1998-ra felépülő új stadion reményében. A sértett houstoniak azonban ettől kezdve nem látogatták az Oilers meccseit, ezért a tervezettnél hamarabb kellett költözniük. Memphisben átmenetileg alkalmas pályának a Liberty Bowl Memorial stadiont találták, de az építkezés elhúzódása miatt újabb egy évet voltak kénytelenek szükségstadionban, a Vanderbilt Egyetem pályáján játszani.
Az Adelphia Coliseumot végül 1999-ben sikerült birtokba venni, egyúttal új nevet is választottak a szurkolók a csapat számára: a Titanst találták alkalmasnak, mert a mitológiai titánokra utaló név „erőt és hősies tulajdonságokat tükröz”. A végre nyugodt körülmények között dolgozó gárda azonnal jól is szerepelt, hiszen 13–3-as alapszakasz mutatót értek el, a rájátszás wild card körében a Buffalo Billst verték 22–16-ra, a következő mérkőzésen az Indianapolis Coltsot 19–16-ra, a főcsoportdöntőben pedig a Jacksonville Jaguarst 33–14-re, és történetük során először bejutottak a Super Bowlba. A 2000. január 30-án, az atlantai Georgia Dome-ban lejátszott mérkőzésen a csúcsformában érkező St. Louis Rams volt az ellenfél, és váratlanul szoros játékban 23–16-ra legyőzte a Titanst (akiknek az utolsó percben még touchdown szerzési esélyük is volt).
A sikeres idényt követő évek változékony, amolyan hullámvasútszerű szerepléseket hoztak, de a 2010-es 6–10 megpecsételte a hűséges, a klubot 1994 óta szolgáló Jeff Fisher sorsát, megváltak tőle, és a 2011-es szezonnak már Mike Munchak vezetőedzővel vágtak neki, akinek az első idénye 9-7 mutatóval zárult.

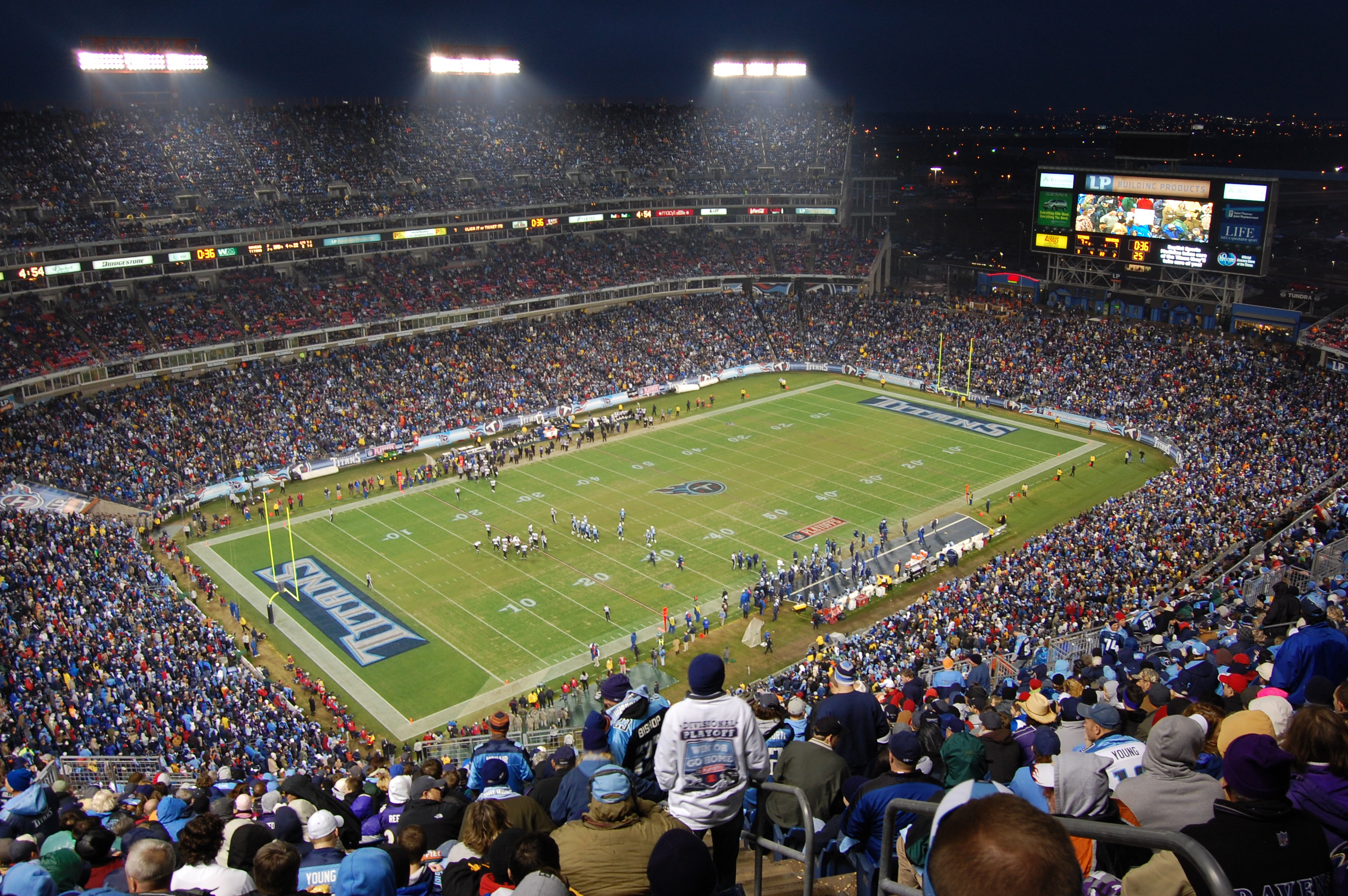
Az LP Field (2009)